# 维拉科查火山口

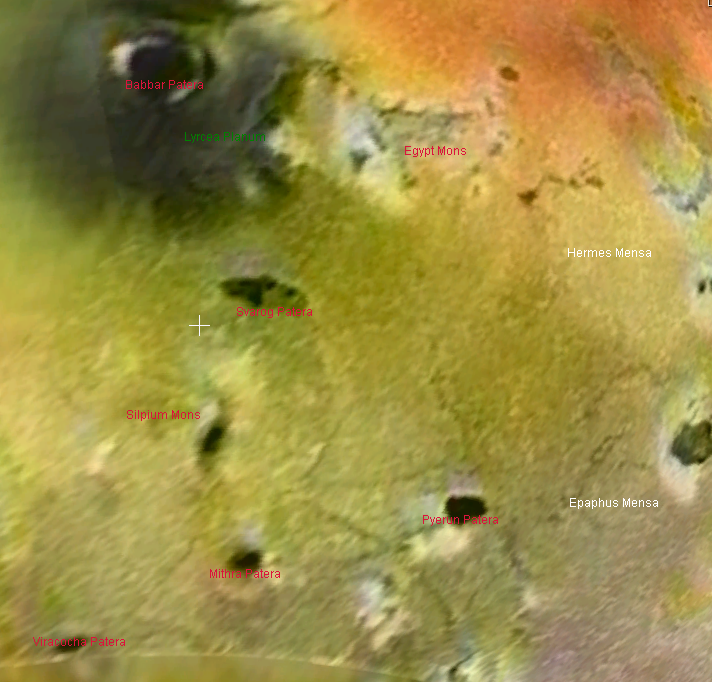
包括了维拉科查火山口的区域截图，来自美国宇航局世界风。

维拉科查火山口是木卫一表面一座火山口或呈扇贝状边缘的不规则火山坑，其直径约 61 公里，方位坐标 61°45′S 280°04′W / 61.75°S 280.07°W，
它的名称取自克丘亚创世神维拉科查（Viracocha），1979年被 国际天文联合会 正式批准接受旅行者探测器在维拉科查火山口检测到一处热点。维拉科查火山口的东北偏东坐落了密特拉火山口，东北则矗立着锡尔皮乌姆山。